# Gasometer
Con il nome Gasometer sono designati i quattro gasometri della città di Vienna, ciascuno di volume pari a 90 000 m³, costruiti tra il 1896 e il 1899. Oggi ospitano appartamenti, uffici, centri commerciali e sale per concerti.

## Storia

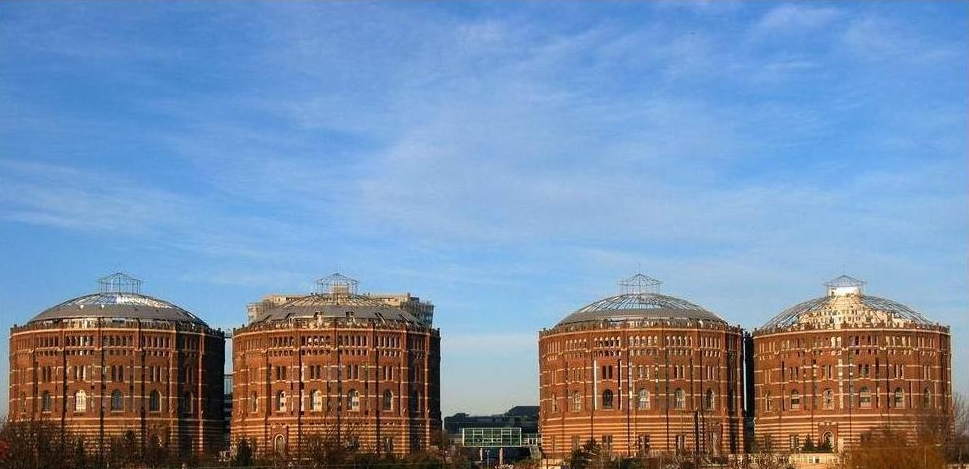
Veduta da sud dei gasometri viennesi

Situati nel distretto di Simmering, furono adoperati dal 1899 al 1984 come strutture per immagazzinare gas di città. Dopo il passaggio al gas naturale, avvenuto tra il 1969 e il 1978, non furono più utilizzati e rimasero chiusi. Le strutture hanno poi trovato un nuovo impiego come sedi residenziali, commerciali e per eventi.
Un profondo rinnovamento dei gasometri fu attuato dal Comune di Vienna, che li classificò come "monumenti protetti" e nel 1995 indisse un concorso di idee per sfruttarli in modo proficuo. A vincere furono gli architetti Jean Nouvel (Gasometer A), Coop Himmelblau (Gasometer B), Manfred Wehdorn (Gasometer C) e Wilhelm Holzbauer (Gasometer D), i cui progetti furono realizzati dal 1999 al 2001. Ogni gasometro fu diviso in varie zone per uso residenziale (appartamenti in cima), lavorativo (locali e uffici situati a mezza altezza) e intrattenimento e shopping (piano terra). Gli storici muri esterni furono conservati, mentre fu respinto il progetto di Manfred Wehdorn che prevedeva l'utilizzo dei gasometri per ospitare hotel e servizi per l'Expo di Vienna e Budapest.
Il 30 ottobre 2001 si tenne la cerimonia di inaugurazione dei quattro gasometri, anche se i primi accessi alle strutture si erano registrati già nel maggio 2001.

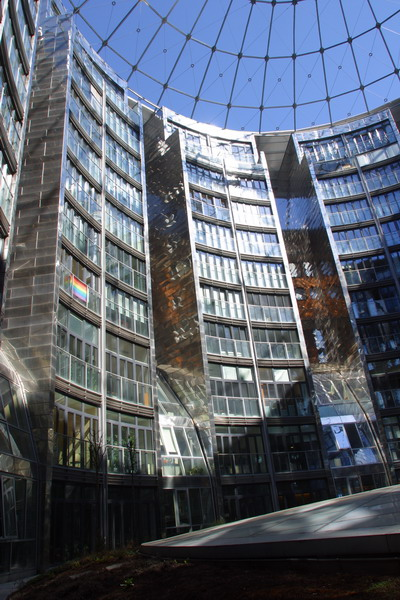
Gasometer A, interno
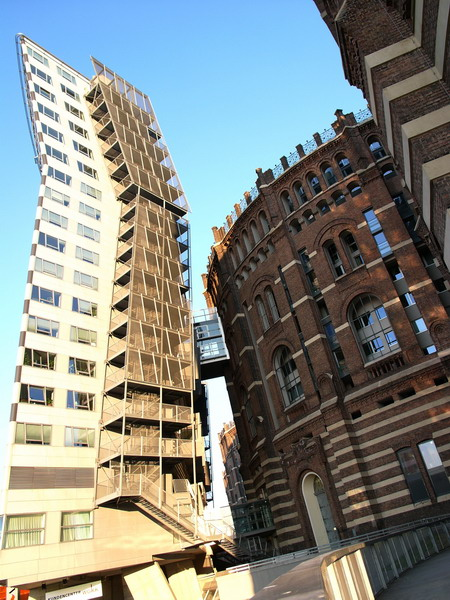
Gasometer B, esterno
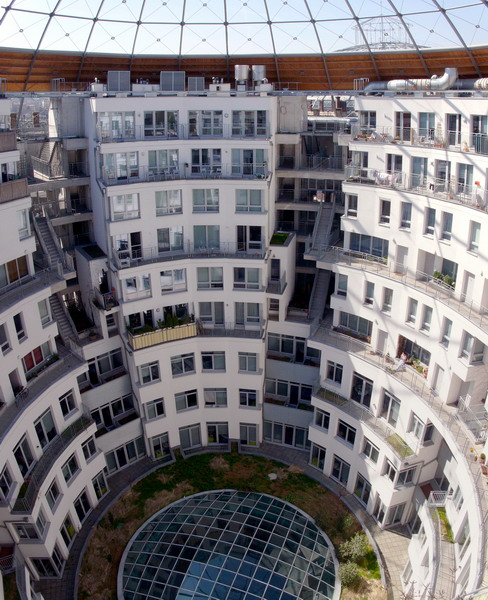
Gasometer C, interno
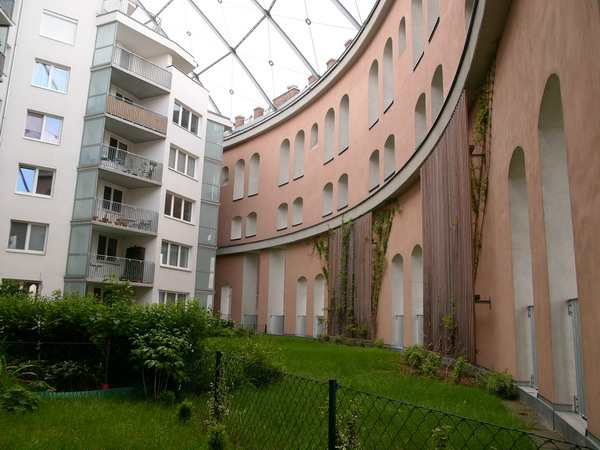
Gasometer D, interno

## Dati tecnici
Si tratta di quattro cilindri alti ciascuno 70 metri, di volume pari a 90 000 m³ ciascuno. Il diametro è di 60 metri.
Oggi sono usati come sede per eventi teatrali e musicali, con capienza che varia da 2 000 a 3 000 persone.